# Siegfried z Mahrenberka
Siegfried z Mahrenberka (německy Seifried von Mahrenberg, † 1271/72, Praha) byl štýrský ministeriál a blízký důvěrník Oldřicha Korutanského, Gertrudy Babenberské  a slavonského bána Štěpána.

## Život
Narodil se jako syn Albrechta z Mahrenberka a Geisly. V šedesátých letech je doložen v okolí korutanského vévody Oldřicha a v lednu roku 1263 dostal od vévodkyně Gertrudy četná privilegia a výhody. Zdá se, že byl pověřen dojednáním sňatku mezi Gertrudinou Anežkou a stárnoucím korutanským vévodou.
Stejně jako jeho současníci využíval mocenských tahanic mezi českým králem Přemyslem Otakarem II., jeho bratrancem Filipem, Gertrudou Babenberskou a uherskými Arpádovci. Na příkaz krále Přemysla byl zatčen korutanským hejtmanem Oldřichem z Drnholce a převezen do Prahy. Siegfriedův konec barvitě zaznamenal ve své veršované kronice Otakar Štýrský. Byl prý mučen, vláčen po ulicích přivázán ke koňskému ocasu, poté visel svázán do kozelce na šibenici, až nakonec byl zabit.